# 이섭대천로
이섭대천로는 대한민국 경기도 이천시 호법면 매곡교차로에서 증포교차로를 잇는 46.1km 도로이다.

## 주요 경유지
경기도
- 이천시 (호법면 . 중리동 . 창전동 . 증포동)

## 노선
| 이름                                 | 접속 노선                                  | 소재지        | 소재지        | 비고                        |
| 덕평로와 직결                        | 덕평로와 직결                              | 덕평로와 직결 | 덕평로와 직결 | 덕평로와 직결               |
| ------------------------------------ | ------------------------------------------ | ------------- | ------------- | --------------------------- |
| 매곡 교차로                          | 지방도 제325호선 (덕평로)                  | 이천시        | 호법면        |                             |
| 매곡초 교차로                        | 관진로                                     | 이천시        | 호법면        |                             |
| 평촌 교차로                          | 이첩대천로                                 | 이천시        | 호법면        |                             |
| 매곡교                               |                                            | 이천시        | 호법면        |                             |
| 단천1 교차로                         | 프리미엄아울렛로                           | 이천시        | 호법면        |                             |
| 단천2 교차로                         | 이첩대천로 제309번길                       | 이천시        | 호법면        |                             |
| 단천 교차로                          | 이첩대천로                                 | 이천시        | 호법면        |                             |
| 주마교 교차로                        | 대덕산로                                   | 이천시        | 호법면        |                             |
| 후안1리 교차로                       |                                            | 이천시        | 호법면        |                             |
| 한라시멘트 교차로                    | 안평로                                     | 이천시        | 호법면        |                             |
| 나이키물류센터 교차로                |                                            | 이천시        | 호법면        |                             |
| 물류센터 교차로                      |                                            | 이천시        | 호법면        |                             |
| 오미교 교차로                        | 이섭대천로572번길                          | 이천시        | 호법면        |                             |
| 오미교                               |                                            | 이천시        | 호법면        |                             |
| 유산4리 교차로 (유산4리삼거리)       | 이섭대천로706번길                          | 이천시        | 호법면        |                             |
| 반도체 교차로                        |                                            | 이천시        | 호법면        |                             |
| 보건소입구 교차로 (보건소입구삼거리) | 이섭대천로793번길                          | 이천시        | 호법면        |                             |
| 유산삼거리 교차로                    |                                            | 이천시        | 호법면        |                             |
| 유산 교차로                          | 국도 제42호선 (중부대로) 이섭대천로845번길 | 이천시        | 호법면        |                             |
| 건천교                               |                                            | 이천시        | 중리동        |                             |
| 밤고개 교차로                        | 이섭대천로1012번길                         | 이천시        | 중리동        |                             |
| 이천역삼거리                         |                                            | 이천시        | 중리동        |                             |
| 율현 교차로                          | 구만리로                                   | 이천시        | 중리동        |                             |
| 이천사거리                           | 구 국도 제3호선 경충대로                   | 이천시        | 중리동        | 국가지원지방도 제70호선구간 |
| 고속터미널사거리                     | 남천로                                     | 이천시        | 중리동        | 국가지원지방도 제70호선구간 |
| 분수오거리                           | 영창로 어제연로                            | 이천시        | 창전동        | 국가지원지방도 제70호선구간 |
| 창전사거리                           | 향교로                                     | 이천시        | 창전동        | 국가지원지방도 제70호선구간 |
| 이천교육청사거리                     | 이첩대천로 1311번길 애련정로 163번길       | 이천시        | 증포동        | 국가지원지방도 제70호선구간 |
| 증포사거리                           | 증신로                                     | 이천시        | 증포동        | 국가지원지방도 제70호선구간 |
| 대우2차ART사거리                     | 이첩대천로1410번길                         | 이천시        | 증포동        | 국가지원지방도 제70호선구간 |
| 증포 교차로                          | 지방도 제337호선 (황무로)                  | 이천시        | 증포동        | 국가지원지방도 제70호선구간 |
| 이여로와 직결                        |                                            |               |               |                             |